# Oddział Edmunda Taczanowskiego

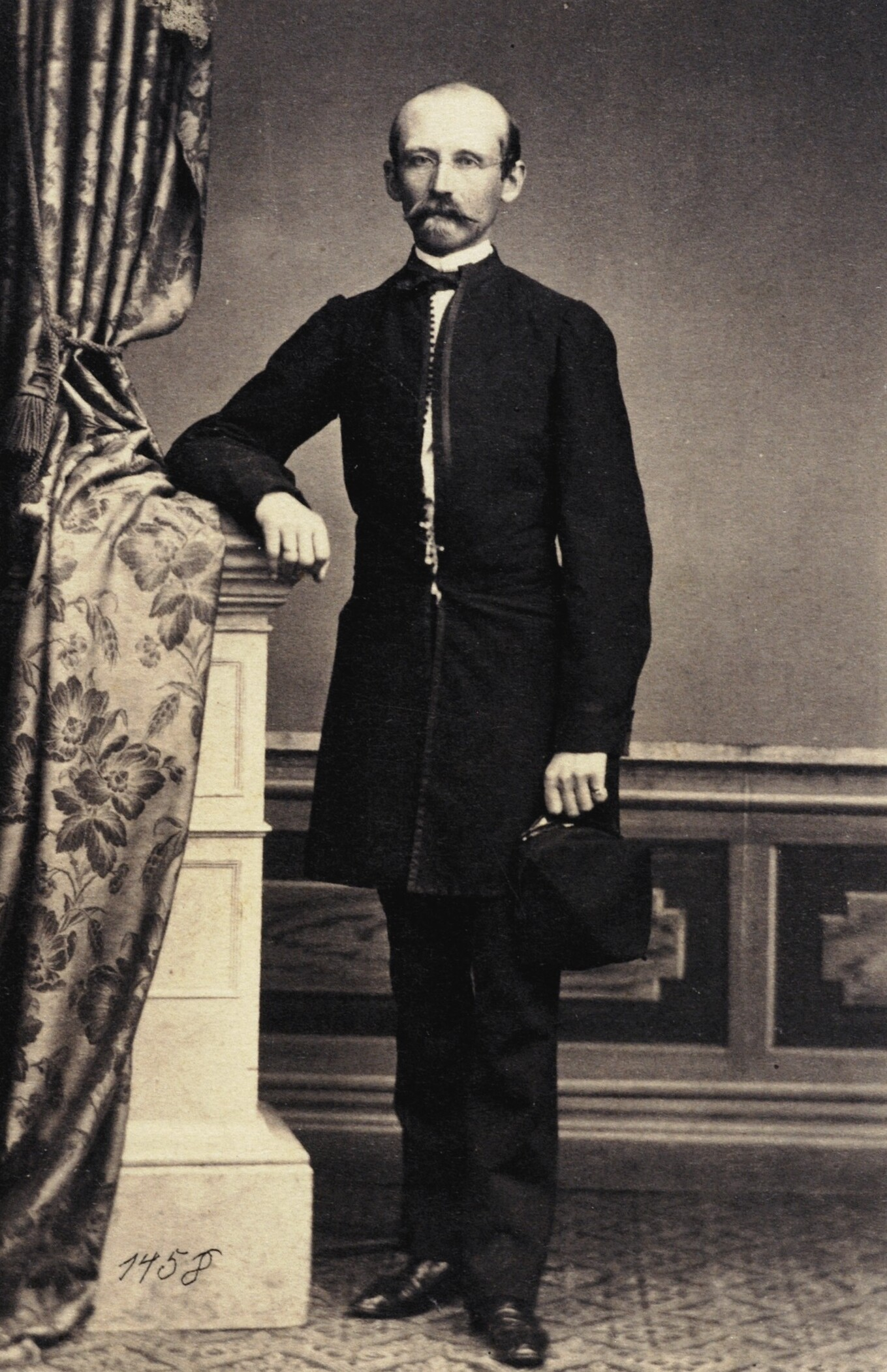
Edmund Taczanowski

Oddział Edmunda Taczanowskiego – partia powstańcza okresu powstania styczniowego, operująca na ziemi wielkopolskiej.
Dowódcą oddziału był Edmund Taczanowski, jego adiutantem Wacław Koszutski (1836−1891).
W okresie poprzedzającym wybuch powstania styczniowego przygotowywał potencjalnych uczestników walki zbrojnej poprzez Bractwo Kurkowe i Bractwo Jedności. Zaangażował się aktywnie w walki powstańcze. Komitet Działyńskiego wyznaczył go na dowódcę jednego z oddziałów ochotniczych.
Taczanowski przystąpił do jego organizacji w okolicach Pleszewa, ale został zaskoczony przez wojsko pruskie i rozbity w lesie sławoszewskim.
Taczanowski zebrał część swoich żołnierzy oraz nowych ochotników i sformował kolejny oddział, z którym odniósł zwycięstwo pod Pyzdrami (29 kwietnia 1863) i zajął Koło. Został rozbity 8 maja pod Ignacewem przez Rosjan. 
Pod koniec maja 1863 Rząd Narodowy mianował Taczanowskiego dowódcą wojsk województwa kaliskiego i mazowieckiego oraz awansował do stopnia generała. Oddział Taczanowskiego toczył walki pod Łaskiem, Goszczanowem, Czepowem, Pęcherzewkiem, Sędziejowicami. Został rozbity pod Kruszyną.
Część powstańców oddziału Taczanowskiego uzbrojona była w karabinki rewolwerowe Colt Root. 
Po klęsce oddziału Taczanowski wyjechał do Francji, potem do Turcji. Bez powodzenia szukał tam poparcia dla pomysłu stworzenia polskich oddziałów walczących o niepodległość.